# Game of Emperors
Game of Emperors е масова мултиплейър онлайн стратегическа игра в реално време, разработена от българската компания „Империя Онлайн“ ЕАД. За първи път се появява в мрежата през февруари 2016 година и е преведена на 30 езика. Game of Emperors е средновековна масова мултиплейър онлайн стратегическа игра в реално време със задълбочен геймплей. 

## Геймплей
Действието в Game of Emperors се развива през Средновековието. Всеки играч започва играта си с цел да развие своята провинция като построи икономически и военни сгради, прави проучвания в университета, който се намира в столицата, освен това, играчите трябва да увеличат армията си, за да може да участват в битки. Нивото на щастието трябва да е високо, за да няма миграция на населението в провинцията. Комуникацията в играта се осъществява посредством съобщения или създаване на съюзи. 

### Първи стъпки
Изисква се регистрация на www.gameofemperors.com, която е напълно безплатна. Нужно е да се предоставят имейл адрес, потребителско име и парола. Следва преминаването по стъпките на съветник, който дава насоки за основните модули на играта и награждава играча при успешното изпълнение на възложените от него задачи. Успешното преминаване на всички стъпки отключва възможността за изпълнение на мисии.

### Провинции и сгради
Провинцията е главната административна единица в играта. Провинции са всички територии около столицата, които играчът е завладял. Повече провинции могат да се придобиват чрез анексиране на Глобалната карта. За тази цел, те се нуждаят от свободно ниво на централизация (всяко ниво позволява една анексирана провинция) и победа над свободната територия. Точките, които играчите получават за анексиране на провинция, съответстват на сградите в новата провинция. 
В играта има почти 30 сгради, като всяка от тях има специална функция. Сградите се строят и надграждат в Градския център. Това е мястото, където всеки играч започва своето развитие. Сградите са разделени на два основни типа – „Икономика“ и „Военни“.

### Велики хора
Всеки портрет на Велик човек в двореца води до неговия/ нейния профил. Там играчите могат да проверяват семейното положение, нивата на опит, вродените таланти, както и уменията. Освен това, Велик човек може да бъде назначен като наследник на трона или да бъде избран за кандидат за брак. Изборът на умения и купуването на опит, също може да се извърши от профила. Губернаторските умения, като например бонус върху производството на ресурси и развитието на военните части, стимулират цялостното развитие на провинцията, докато генералските умения влияят на способностите по време на битка. Генералът може да бъде пленен от противниковата армия, ако битката бъде загубена. 

### Население
Населението в Game of Emperors може да расте с развитието на Медицината и/или активирането на Премиум. Ако има загуби поради недостиг на Ферми, повишаването на нивото на Фермите ще намали тези загуби и съответно ще увеличи нетния прираст. Нивата на миграция се увеличават при спад в нивата на Щастие. Колкото по-ниско е средното Щастие, толкова по-голям е шансът играчът да загуби повече хора. В случай, че населението надвиши позволения лимит според текущото ниво на Къщите, то това население автоматично остава без подслон. Прирастът на бездомното население е два пъти по-нисък. Тези хора могат да бъдат наети в армията, но не могат да бъдат наети в мините, следователно не произвеждат ресурс. Нивото на Къщите трябва да бъде надградено, за да се използва бездомното население. Когато населението достигне 200 000 души, вече няма бездомно население. 

### Съюзи
Съюзите в Game of Emperors са групи от играчи, които имат обща цел и се обединяват около обща стратегия. Членовете на съюза внасят ресурси в съюзната хазна, които се инвестират в проучвания на технологии, водене на войни, съюзни владения, увеличаване на културното и военно влияние и други. Съюзниците могат да се подкрепят в икономическо и военно отношение като си прехвърлят злато. Съюзите са класирани в отделна класация базирана основно на общия брой нетни точки на членовете.

### Ресурси
Ресурсите са необходими за развитието на Провинциите и обучението на бойните единици. Дървото, желязото и камъкът се добиват в съответните сгради: Дърводелница, Мина за желязо и Каменна кариера. Ресурсите също така се изразяват и в богатството, което работниците произвеждат в мините на империята, както и таксите, които се събират от населението. Всичко това може да бъде инвестирано в строеж, проучвания и армии. Производството на ресурси може да се увеличи чрез развитието на трите ресурсно-генериращи структури, така че да се създадат нови работни места и по този начин да се увеличи възможността за производство. Четвъртият главен ресурс е златото. То се използва за почти всякакъв вид изследвания, военно обучение и развитие на сгради. Това е и универсалната валута за покупко-продажба на трите други вида ресурси. Златото се събира чрез данъци, продажба на ресурси на Пазара, успешни обсади на крепости, депозиране в банката и като една от възможните награди от различните ковчежета с бонуси в играта. Съществуват и така наречените „Специални ресурси“, които могат да бъдат открити на картата на империята. Има повече от 50 вида „Специални ресурси“, чиято главна цел е да дават бонуси към производството на ресурси, към характеристиките на бойните единици, към трупането на опит и др.
Максималният размер на всеки ресурс, който една провинция/колония може да побере преди производството да бъде замразено, се определя от нивото на крепостта. Когато максимумът е достигнат, провинцията/колонията може да събере още по-големи количества, но просто спира да произвежда, докато количеството падне под границата или се построи ново ниво Крепост.

### Прогноза за времето
Времето играе важна роля в живота на всички играчи в Game of Emperors, като ежедневно добавя различни положителни и отрицателни бонуси върху всички империи във всички области. Прогнозата за времето показва какви ще бъдат метеорологичните условия в региона в следващите 5 дни от ерата, както и какви позитивни и негативни ефекти ще окаже то върху икономиката и военното дело.

### 18 чудеса в света
Има 18 специални сгради, които могат да бъдат построени от всички играчи, които достигнат 25-о ниво на Архитектура.
Само най-високите нива на тези сгради в целия свят се считат за чудеса и се появяват на Глобалната карта до империите на собствениците си.
Всяко чудо дава специален бонус на собственика и всички негови съюзници, както следва:
- Тайнственият Обелиск: 5 точки ежедневен бонус към Щастието
- Огненият Връх: 5 точки бонус към лимита на Щастието
- Небесната Кула: –10% към времето за проучване
- Пирамидите на Слънцето: –10% към времето за строеж
- Дворецът на зората: 10% към ефекта на Фермите
- Пълководецът: –10% към времето за обучение на армия
- Великият Конник – 10% бонус към времето за пътуване на армията
- Златната наблюдателница: 100% бонус ефективност към всички шпиони
- Мистичните земи: 10% по-големи награди от храма
- Драконовият вал: 10 точки загуба на морал за всички атакуващи
- Забраненият дворец: 50% бонус приход на злато от търговия и васали
- Портата на победата: 5 бонус точки морал
- Градините на живота: 10% бонус прираст население
- Храмът на гибелта: 10% бонус атака в първи рунд
- Гробницата на войната: 5% по-ниска издръжка на армията
- Древната обсерватория: 10% бонус обхват към всички логистики
- Акведуктът дава 50% бонус върху прихода на злато от търговия и васали, 10% към ефекта на Фермите и 10% бонус прираст население.
- Олтарът на Повелителя на войната намалява с 10% времето за пътуване, дава бонус 5% по-ниска издръжка на армията и 10% бонус атака в първи рунд на битка.

Всеки играч има възможността да развиват повече от една специална сграда, но може да притежава само едно чудо. Това означава, че ако се постигне максималното ниво на повече от една специална сграда, играчът трябва да избере една от тях, която да стане чудо и да осигури бонус на него и съюза му.

### Битки
Бойната система в Game of Emperors е комплексна, въпреки че е изградена само от пет основни типа военни единици. Те са мечоносци, копиеносци, стрелци, конници и обсадни машини. Резултатът от всяка битка се определя автоматично при сблъсъка и армиите не могат да бъдат контролирани пряко. В играта има три типа битки – според механиката, въвлечените единици и облагата за нападателя: Полева битка, Крепостна обсада и Опожаряване.
Първият тип изпраща войските да се бият само срещу полевата армия на противника, без да включва крепостна обсада или опожаряване на цивилното население. Единствената печалба за нападателя са военни точки за разгромяване на вражески единици и точки доблест. Крепостната обсада се провежда след успешна Полева битка за атакуващата страна. Успешната обсада разграбва ресурси. Ако играчът избере Опожаряване, неговата войска нанася щети върху цивилното население. Печели се злато за всеки избит жител но има и наказание под формата на загуба на доблест.

## История
Game of Emperors стартира през февруари 2016 година като браузър игра. Достъпна е за игра и в социалните мрежи – Facebook и най-голямата руска социална мрежа Odnoklassniki.
През декември 2017 Game of Emperors дебютира във всички Windows Phones и Windows Tablet/PC платформи.
През 2018 година Game of Emperors става достъпна и в Armor Games – един от най-големите сайтове за браузър игри.
В началото на 2019 година „Глобалният чат“ е пуснат във всички светове на играта – функция, която подобрява социалния елемент на играта и позволява на играчите да комуникират едновременно на едно място.

## Награди / Номинирани
Наградите на БАИТ 2016 
- Номинация за Entertainment Software – Империя Онлайн ЕАД с Game of Emperors

Наградите TIGA 2018
- Номинация за най-добра стратегия [9][10]

Indie Prize награди в Лондон 2018
- Номинация за Indie Prize Award

## Езици
| Български | Английски | Португалски | Бразилски Португалски | Испански | Италиански |
| Турски    | Сръбски   | Хърватски   | Полски                | Словашки | Френски    |
| арабски   | Персийски | Руски       | Украински             | Чешки    | Македонски |
| Гръцки    | Холандски | Китайски    | Японски               | Хинди    | Шведски    |
| Унгарски  | Словенски | Румънски    | Немски                | Албански | Иврит      |